# Karol Eisenstein
Karol Eisenstein (ur. 1884 we Lwowie, zm. 29 listopada 1930 tamże) - działacz syjonistyczny, poseł na sejm I i II kadencji.

## Życiorys
Urodził się we Lwowie i tam działał w organizacjach syjonistycznych. Za swą działalność był wielokrotnie aresztowany przez władze austro-węgierskie. Z czasem został prezesem Organizacji Syjonistycznej Małopolski Wschodniej. Sprawował funkcję wiceprezesa Stowarzyszenia Kupców we Lwowie i prezesa Centrali Żydowskich Stowarzyszeń Kupieckich dla Małopolski Wschodniej. Był członkiem Izby Przemysłowo Handlowej.
W latach 1922–1930 sprawował mandat posła dwóch kolejnych kadencji Sejmu.